# Moncarapacho
Moncarapacho era una freguesia portuguesa del municipio de Olhão, distrito de Faro.

## Geografía
El mismo nombre recibe el monte de origen volcánico que domina toda la región, de 410 m de altitud, que se divisa desde la localidad de Ayamonte (España) donde se le conoce como Cachirulo.

## Historia
Fue suprimida el 28 de enero de 2013, en aplicación de una resolución de la Asamblea de la República portuguesa promulgada el 16 de enero de 2013 al unirse con la freguesia de Fuseta, formando la nueva freguesia de Moncarapacho e Fuseta.

## Patrimonio
- Aldeia de Moncarapacho
- Solar da Farrobeira
- Igreja Matriz de Moncarapacho

## Lugares
- Alfandanga
- Areias
- Bias do Norte
- Bias do Sul
- Fontes Santas
- Foupana
- Gião
- Lagoão
- Laranjeiro
- Maragota
- Murteira
- Pereirinhas
- Pereiro
- Pés do Cerro
- Quatrim do Sul